# Sagenomella oligospora
Sagenomella oligospora är en svampart som beskrevs av W. Gams & Luiten 1978. Sagenomella oligospora ingår i släktet Sagenomella och familjen Trichocomaceae.   Inga underarter finns listade i Catalogue of Life.